# Landschaftsschutzgebiet Lütkenheide/Aufschlag/Bellingser Berg
Das Landschaftsschutzgebiet Lütkenheide/Aufschlag/Bellingser Berg mit 73 ha Flächengröße liegt in der Gemeinde Wickede (Ruhr) im Kreis Soest. Das Gebiet wurde 2006 mit dem Landschaftsplan V Ense-Wickede durch den Kreistag als Landschaftsschutzgebiet (LSG) ausgewiesen. Das LSG liegt südlich von Wimbern. Das LSG geht bis an den Siedlungsrand. Das LSG wird durch das Naturschutzgebiet Wimberner Bach geteilt. Im Süden grenzt die Kreisgrenze und das Naturschutzgebiet Lürwald an. Rund ein Drittel des LSG gehört zum 2633 ha großen FFH-Gebietes und des 2637 ha großen Vogelschutzgebietes Luerwald und Bieberbach.

## Beschreibung
Das LSG umfasst Waldbereiche und Offenlandbereiche mit Grünland und Acker.

## Schutzzweck
Die Ausweisung erfolgte wie bei anderen LSGs im Landschaftsplangebiet zur Erhaltung oder Wiederherstellung der Leistungsfähigkeit des Naturhaushaltes; wegen der Vielfalt, Eigenart oder Schönheit des Landschaftsbildes oder wegen ihrer besonderen Bedeutung für die Erholung. Bedeutung der großflächigen, unzerschnittenen Waldbereiche für den Biotopverbund mit den angrenzenden Naturschutzgebiete, die im Rahmen der FFH-Richtlinie als innerhalb der Europäischen Gemeinschaft besonders schutzwürdige Bereiche ausgewiesen sind.

## Rechtliche Vorschriften
Wie in den anderen Landschaftsschutzgebieten im Landschaftsplangebiet besteht im LSG ein Verbot, Bauwerke zu errichten. Die Untere Naturschutzbehörde kann Ausnahme-Genehmigungen für Bauten aller Art erteilen. Wie in den anderen Landschaftsschutzgebieten besteht im LSG ein Verbot, Weihnachtsbaum-, Schmuckreisig- und Baumschul-Kulturen anzulegen. Es ist z. B. auch verboten, Bäume, Sträucher, Hecken, Feld- oder Ufergehölze zu beseitigen oder zu schädigen.